# Florentin Houzé
Pour les articles homonymes, voir Houzé.
Florentin Houzé, né à Tournai le 9 juin 1809 et mort à Malines le 23 janvier 1905, est un peintre et un aquarelliste belge connu pour ses scènes de genre, ses peintures d'histoire, ses sujets religieux et ses portraits.
Au Salon de Bruxelles de 1842, il obtient une médaille de vermeil. Lors de l'Exposition universelle de 1855 à Paris, Florentin Houzé expose quatre toiles. À l'Exposition universelle de 1878 à Paris, grâce à Les Derniers moments de la fille de Grétry, il obtient une médaille d'argent. Peu après 1875, il devient directeur artistique de la manufacture royale de tapisseries de Malines. Les Musées royaux des Beaux-Arts de Belgique conservent son œuvre Les Derniers moments de la fille de Grétry.

## Biographie

### Famille
Florentin (Florentin Fidel Joseph) Houzé, né rue du Cygne à Tournai le 9 juin 1809, est le fils de Jean Louis Houzé (1769-1821), charpentier né à Blandain, et de Catherine Sébastienne Joseph Chatelain (1776), lingère, mariés à Tournai le 12 septembre 1797.

### Formation
Florentin Houzé est étudiant à l'Académie des beaux-arts de Tournai et suit également, à partir du 10 janvier 1828, en compagnie de Louis Gallait et Lucien Gisler, les cours dispensés par Philippe-Auguste Hennequin dans son atelier établi à l'Hôtel de ville de Tournai. En 1830, il obtient un premier prix de classe de nature à l'Académie de Tournai. Plus tard, grâce à une subvention de la ville de Tournai, il parfait sa formation auprès de Nicaise De Keyser à Anvers, jusqu'en 1836.

### Carrière
Pour la première fois, Florentin Houzé expose au Salon de Bruxelles de 1839. Grâce à sa peinture religieuse représentant un Cardinal visitant l'hôpital de Tournai, il obtient une médaille de vermeil au Salon de Bruxelles de 1842.
Florentin Houzé quitte Anvers et revient à Tournai, puis, en 1851, il s'établit à Bruxelles. La même année, le gouvernement belge lui commande Le Crucifiement pour l'église de la Madeleine à Tournai. Lors de l'Exposition universelle de 1855 à Paris, il expose quatre peintures de thème religieux. À l'Exposition universelle de 1878 à Paris, grâce à Les Derniers moments de la fille de Grétry, il obtient une médaille d'argent. Peu après 1875, il devient directeur artistique de la manufacture royale de tapisseries de Malines.
Florentin Houzé meurt, célibataire, à l'âge de 95 ans, rue Stassart no 20 à Malines le 23 janvier 1905.

## Œuvre

### Caractéristiques

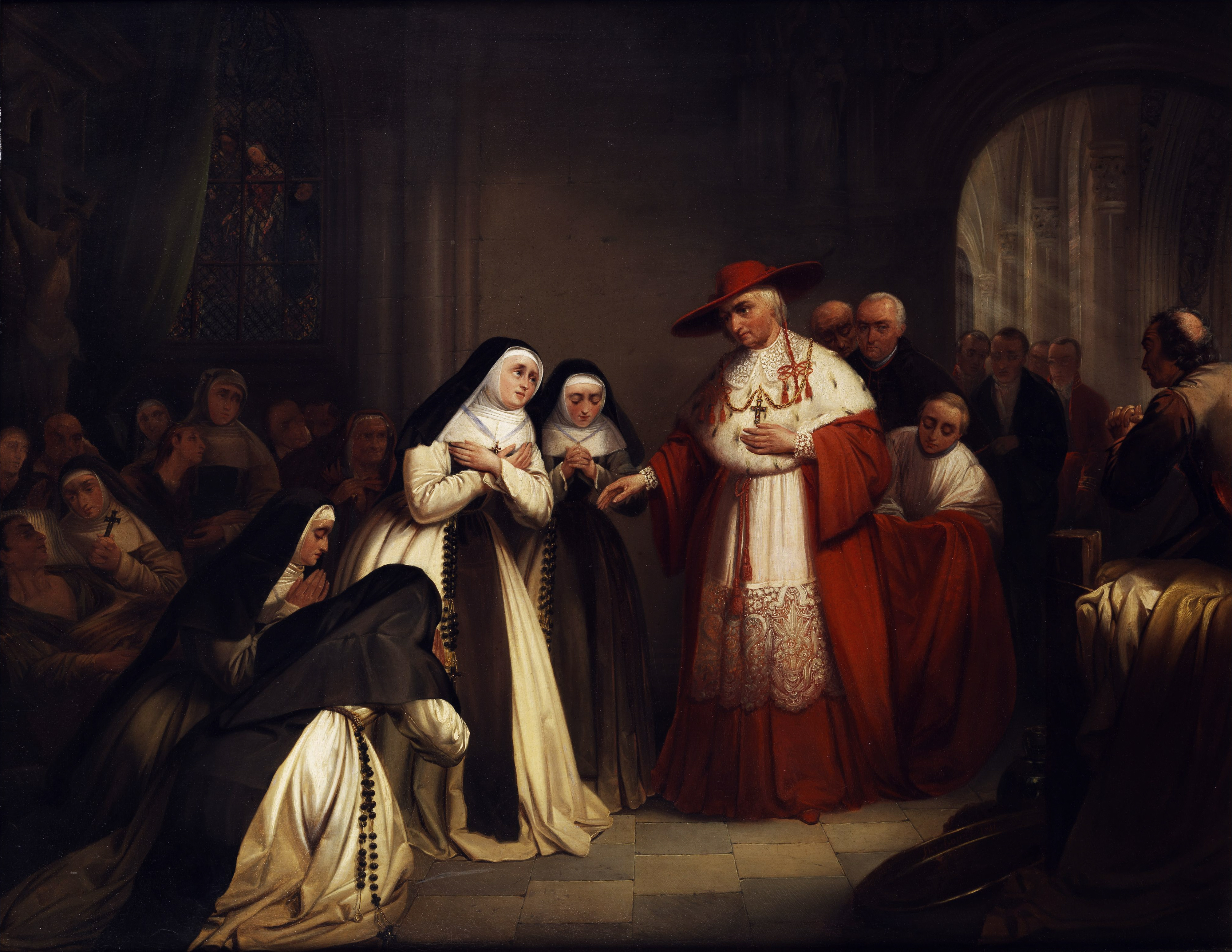
Cardinal visitant l'hôpital de Tournai (1841).

Son champ pictural couvre essentiellement les scènes de genre, les peintures d'histoire, les sujets religieux et les portraits. Son tableau Cardinal visitant l'hôpital de Tournai offre un témoignage de son sens de la composition équilibrée, de la noblesse des poses, de la sonore harmonie des couleurs. Au Salon de Bruxelles de 1857, Florentin Houzé expose un Portrait de S.M. Léopold Ier roi des Belges. Au Salon de Paris de 1861, Florentin Houzé présente : Les Derniers moments de la fille de Grétry, une œuvre évoquant la mort de la fille du compositeur André Grétry, déjà exposée l'année précédente au Salon de Bruxelles de 1860, où décrite comme une œuvre pleine de sentiment et d'émotion, elle est surtout appréciée pour la figure du personnage principal.

### Expositions

#### Belgique
- Salon de Bruxelles de 1839 : Derniers moments de Lord Percy, comte de Northumberland[10].
- Salon de Bruxelles de 1842 : Un cardinal visitant l'hôpital de Tournai (médaille de vermeil)[11].
- Salon de Bruxelles de 1845 : La Prise de voile et Derniers moments de Lord Percy, comte de Northumberland[12].
- Salon de Bruxelles de 1848 : deux portraits et un cadre renfermant trois esquisses: Saint Vincent-de-Paul au secours des habitants de Gennevilliers menacés d’être submergés, Saint Charles de Borromée administrant les pestiférés et Saint Augustin mourant guérit une malade par l’imposition des mains[13]
- Salon de Bruxelles de 1851 : Le Crucifiement (commande du gouvernement pour l'église de la Madeleine à Tournai)[4].
- Salon de Gand (XXII) de 1853 : La Visite à la jeune veuve[14].
- Salon de Bruxelles de 1857 : Portrait de S.M. Léopold Ier roi des Belges[8].
- Salon d'Anvers de 1858 : Portrait de S.M. Léopold Ier roi des Belges[15].
- Salon de Bruxelles de 1860 : Les Derniers moments de la fille de Grétry[9].
- Salon d'Anvers de 1861 : trois portraits[16].
- Salon de Bruxelles de 1872 : Famille italienne[17].
- Salon de Bruxelles de 1875 : Berger italien méditant et Tête de Christ[18].

#### France
- Salon de Paris de 1843 : L'entrée au couvent[5].
- Exposition universelle de 1855 à Paris : Crucifiement, Saint Vincent-de-Paul au secours des habitants de Gennevilliers menacés d’être submergés, Saint Charles de Borromée administrant les pestiférés et Saint Augustin mourant guérit une malade par l’imposition des mains[5].
- Salon de Paris de 1861 : Les Derniers moments de la fille de Grétry[5].
- Exposition universelle de 1878 à Paris : Les Derniers moments de la fille de Grétry (médaille d'argent)[2].

### Collections muséales
- Musées royaux des Beaux-Arts de Belgique (Bruxelles) : Les Derniers moments de la fille de Grétry (1860), huile sur toile, inventaire no 3193, format 77,5 × 94,5cm, legs de M. Félix Champion de Villeneuve, Bruxelles, 1889[19].
- Musée des Beaux-Arts de Tournai : Cardinal visitant l'hôpital de Tournai en 1841, huile sur toile, inventaire no 330, format 106 × 142cm[20].
- Ancienne chapelle du couvent des Sœurs Noires à Tournai : une série de tableaux religieux sont intégrés au décor mural[2].
- Église Notre-Dame du Finistère à Bruxelles : Véronique essuie le visage de Jésus (1852), huile sur toile, format 112 × 156cm[21].

## Honneurs
- Chevalier de l'ordre de Léopold (7 mars 1881)[6].
- Officier de l'ordre de Léopold (30 décembre 1897)[7].